# Mielęcin Myśliborski
Mielęcin Myśliborski – nieczynny przystanek osobowy w Mielęcinie w Polsce, w województwie zachodniopomorskim, w powiecie pyrzyckim.